# 皮亚韦河畔布雷达
皮亚韦河畔布雷达（義大利語：Breda di Piave），或纯音译为布雷达迪皮亚韦，是意大利威尼托大区特雷维索省的一个市镇。总面积25.6平方公里，人口7830人，人口密度305.9人/平方公里（2009年）。国家统计（ISTAT）代码为026005。